# The Money Pit
The Money Pit es una película estadounidense de 1986 dirigida por Richard Benjamin.

## Argumento
Walter es un abogado de grupos de rock and roll. Anna trabaja en una orquesta de música clásica. Durante casi un año, viven juntos en el apartamento del exmarido de Anna, Max. Pero ahora Max ha vuelto a casa y la pareja tiene que irse. Aunque estén sin dinero saben cómo obtenerlo y descubren lo que parece una auténtica ganga: una gran mansión a un precio muy bajo. El problema es que ellos desconocen que la casa está prácticamente en ruinas, y los esfuerzos para renovarla resultan desastrosos. Finalmente, la decisión de comprar y renovar la casa afecta la relación de la pareja. Pero esta consecuencia se debe, en mayor medida, a causa de una supuesta infidelidad de Anna con Max, que finalmente Walter descubre que nunca sucedió, salvándose su relación.

## Reparto
| Actor             | Personaje                             |
| ----------------- | ------------------------------------- |
| Tom Hanks         | Walter Fielding Jr.                   |
| Shelley Long      | Anna Crowley Beissart / Anna Fielding |
| Alexander Godunov | Max Beissart, el Maestro              |
| Maureen Stapleton | Estelle                               |
| Joe Mantegna      | Art Shirk                             |
| Philip Bosco      | Curly                                 |
| Josh Mostel       | Jack Schnittman                       |
| Yakov Smirnoff    | Shatov                                |
| Carmine Caridi    | Brad Shirk                            |
| Brian Backer      | Ethan                                 |
| Billy Lombardo    | Benny                                 |
| Mía Dillon        | Marika                                |
| John Van Dreelen  | Carlos                                |
| Douglass Watson   | Walter Fielding Sr.                   |
| Lucille Dobrin    | Macumbera                             |

### Doblaje
| Personaje                             | México                 | España                |
| ------------------------------------- | ---------------------- | --------------------- |
| Walter Fielding Jr.                   | Jesús Barrero          | Jordi Brau            |
| Anna Crowley Beissart / Anna Fielding | Romy Mendoza           | María Jesús Lleonart  |
| Max Beissart, el Maestro              | Salvador Delgado       | Camilo García         |
| Estelle                               | Magda Giner            | Elsa Fábregas         |
| Art Shirk                             | Gonzalo Curiel         | Ricky Coello          |
| Curly                                 | Paco Mauri             | Josep María Ullod     |
| Jack Schnittman                       | Juan Alfonso Carralero | Alberto Díaz          |
| Benny                                 | Víctor Ugarte          | Albert Trifol Segarra |
| Walter Fielding Sr.                   | Carlos Becerril        | Luis Posada Mendoza   |
| Macumbera                             | Laura Ayala            |                       |